# Sveti Rok (Lovinac)
Sveti Rok je naselje je u općini Lovinac (Ličko-senjska županija, Republika Hrvatska). Mjesto ima rimokatoličku župnu crkvu i središte je župe Sv. Roka.
Naselje je poznato i po punionici izvorne pitke vode (Punionica Sveti Rok).

## Zemljopis
Mjesto Sveti Rok administrativno pripada Ličko-senjskoj županiji. Sveti Rok je najveće je naselje u općini Lovinac, koja se nalazi nalazi se u južnom dijelu Like, u mikroregiji Otuča. Nalazi se na sjevernoj strani južnog Velebita ispod najviših vrhova Vaganskog vrha (1757 m/n.v) i Svetog brda. 
Klima je predplaninska u nižim predjelima i planinska u višim planinskim predjelima.

## Stanovništvo
Naselje s pripadajućim zaseocima ima do 400 stanovnika. Po nacionalnoj strukturi, Hrvati su apsolutna većina.
- 2001. – 292
- 1991. – 654 (Hrvati – 629, Srbi – 6, Jugoslaveni – 2, ostali – 17)
- 1981. – 727 (Hrvati – 679, Jugoslaveni – 21, Srbi – 13, ostali – 14)
- 1971. – 997 (Hrvati – 951, Srbi – 21, Jugoslaveni – 11, ostali – 14)

## Promet
Kroz Sveti Rok prolazi autocesta A1, a u blizini naselja nalazi se poznati tunel Sveti Rok, koji prolazi kroz Velebitski masiv povezujući kontinentalni i primorski prostor hrvatske.

## Poznate osobe
- Mile Budak (1889. – 1945.), hrvatski političar, odvjetnik i književnik

## Vanjske poveznice
|  | Zajednički poslužitelj ima još gradiva o temi Sveti Rok (Lovinac) |